# Сахама (национальный парк)
Национа́льный парк Саха́ма — национальный парк на территории Западных Кордильер в департаменте Оруро, Боливия. Граничит с национальным парком Лаука в Чили.
Ландшафт парка типичен для этого региона Анд, высота колеблется от 4200 до 6542 м. На территории парка располагается покрытый снегом потухший вулкан Сахама, самая высокая гора в Боливии. У его подножия расположены термические источники и гейзеры.
Национальный парк Сахама — парк II категории по классификации Всемирного союза охраны природы (IUCN, англ. International Union for Conservation of Nature).